# Lennart Brundin

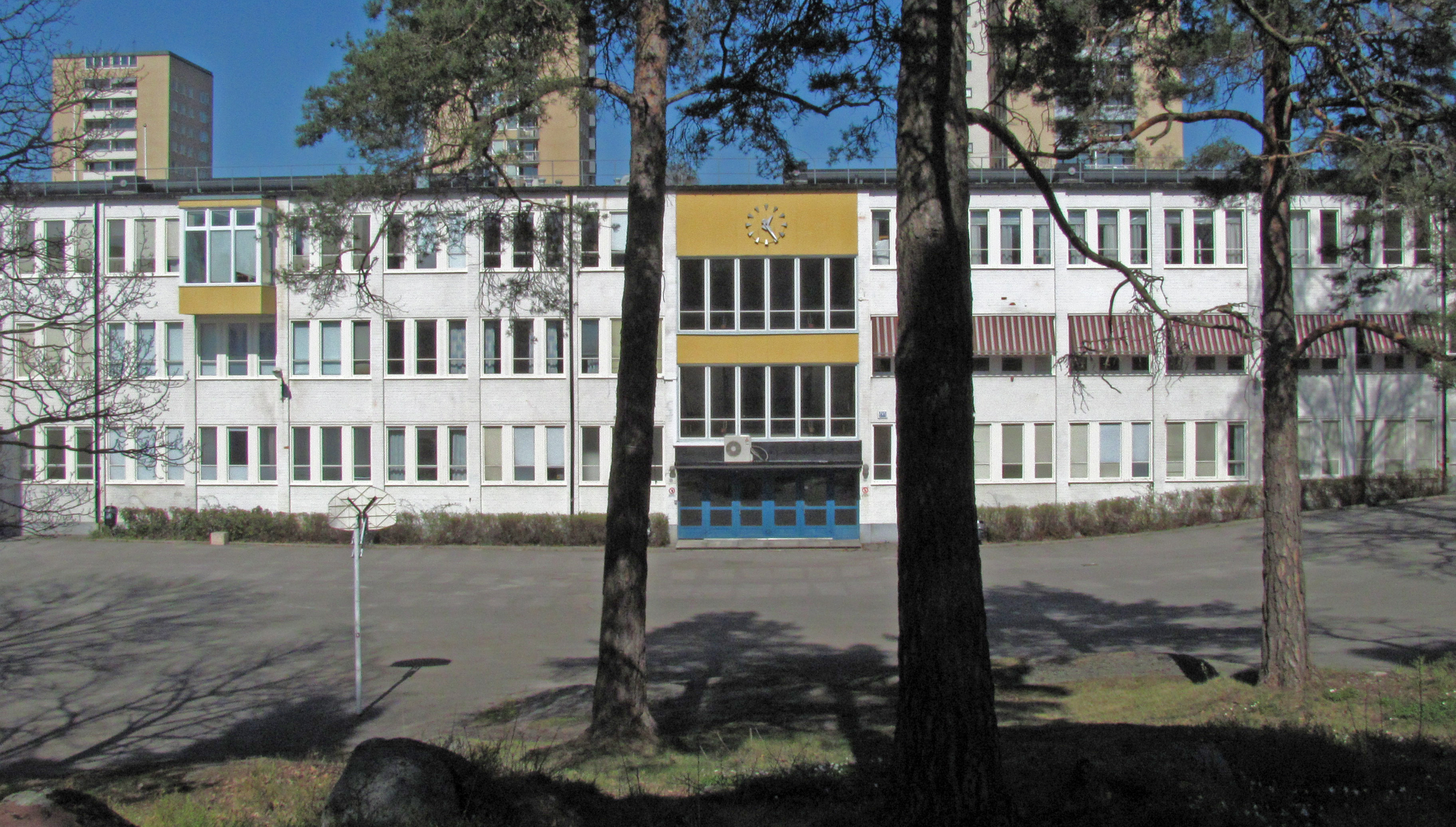
Farsta gymnasium

Lennart Brundin, född 31 juli 1909 i Skäfthammars socken, död 30 januari 1984 på Lidingö, var en svensk arkitekt.

## Biografi
Brundin studerade vid Kungliga Tekniska Högskolan i Stockholm 1928–1932. Han var anställd hos John Åkerlund 1932–1936 och hos Ture Ryberg från 1936. Han drev därefter egen verksamhet ifrån Stockholm och Lidingö. Han står bakom ett flertal skolhus i Stockholmsområdet, men även på andra platser i landet. Spridda är även hans byggnader för ASSI i form av personalbostäder, kontor med mera. Därutöver ritade han ett flertal hyreshus, villor och kontor i Stockholm och Lidingö.
Han gifte sig 1932 med operasångerskan Benna Lemon-Brundin och fick med henne två söner. Makarna är begravda på Lidingö kyrkogård.

## Verk i urval
- Bandhagens gymnasium 1959–1964
- Bandhagshallen 1966-1968
- Farsta gymnasium 1963
- Rågsvedsskolan 1960–1966
- Rödkindaskolan 1963
- Skärholmens gymnasium 1974–1979
- Skönstaholmsskolan 1956–1960
- Vårbergsskolan 1967
- Ålgryteskolan 1965
- Älvsjöskolan 1964

## Bilder, verk i urval

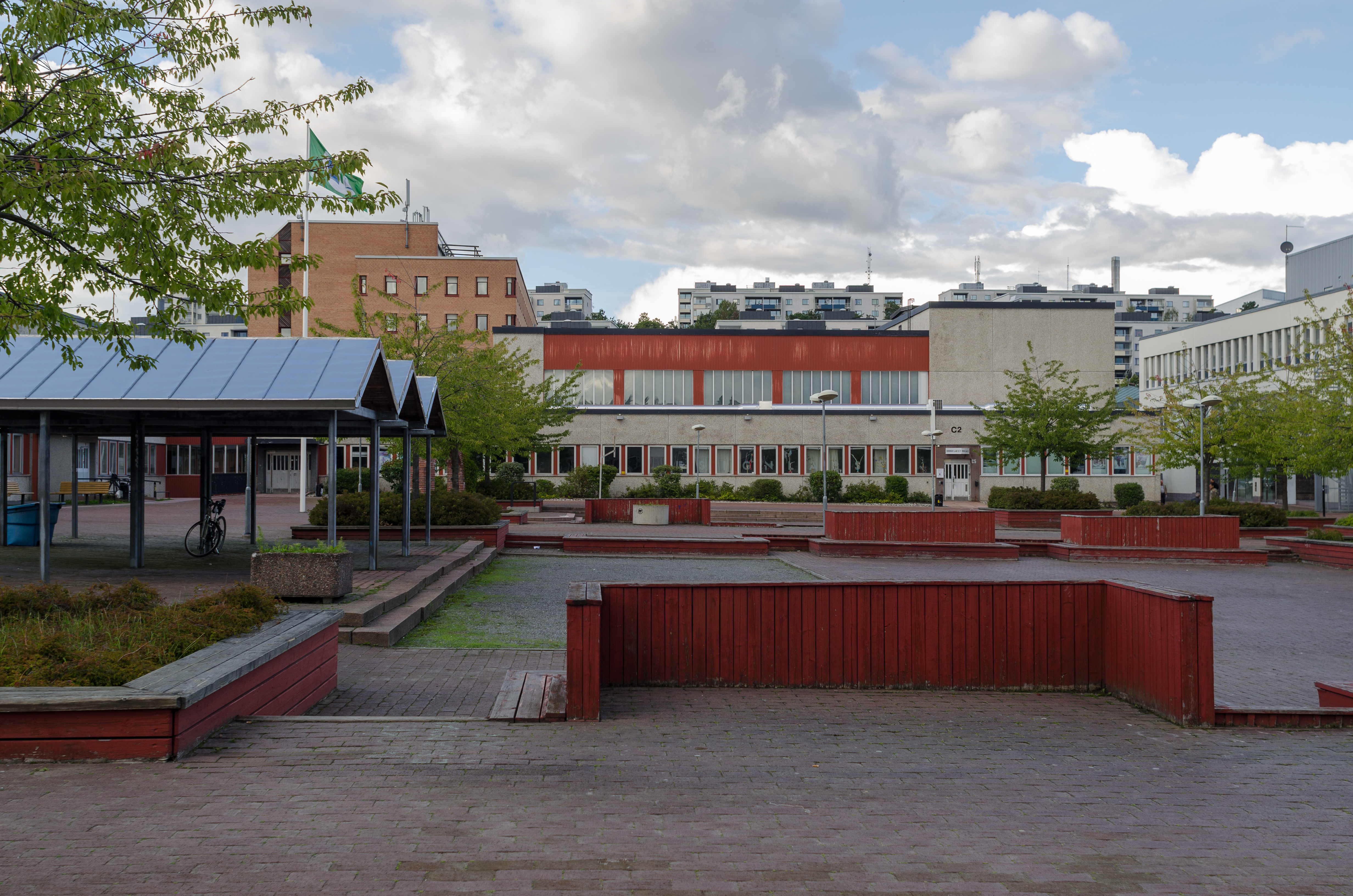
Skärholmens gymnasium
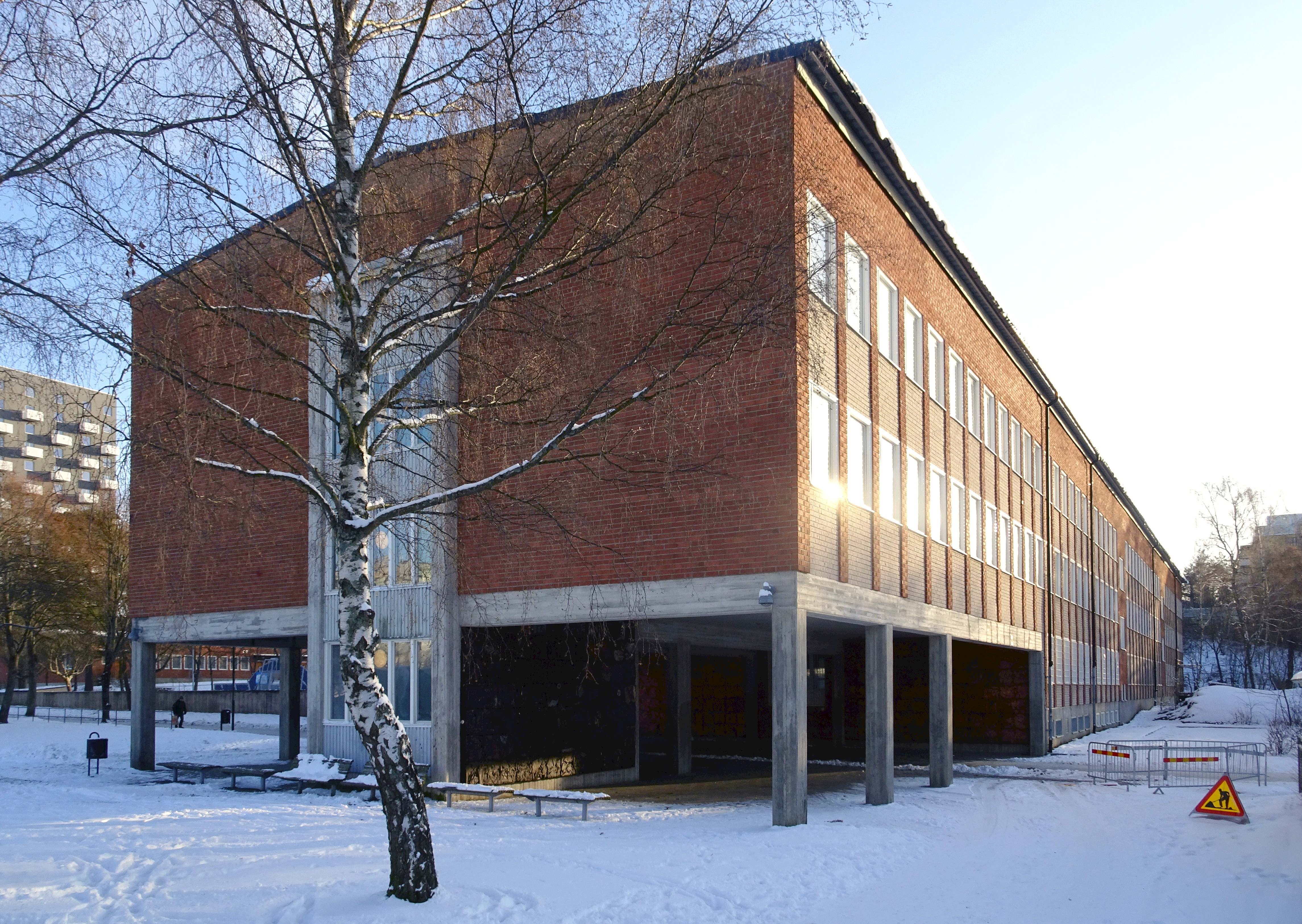
Vårbergsskolan
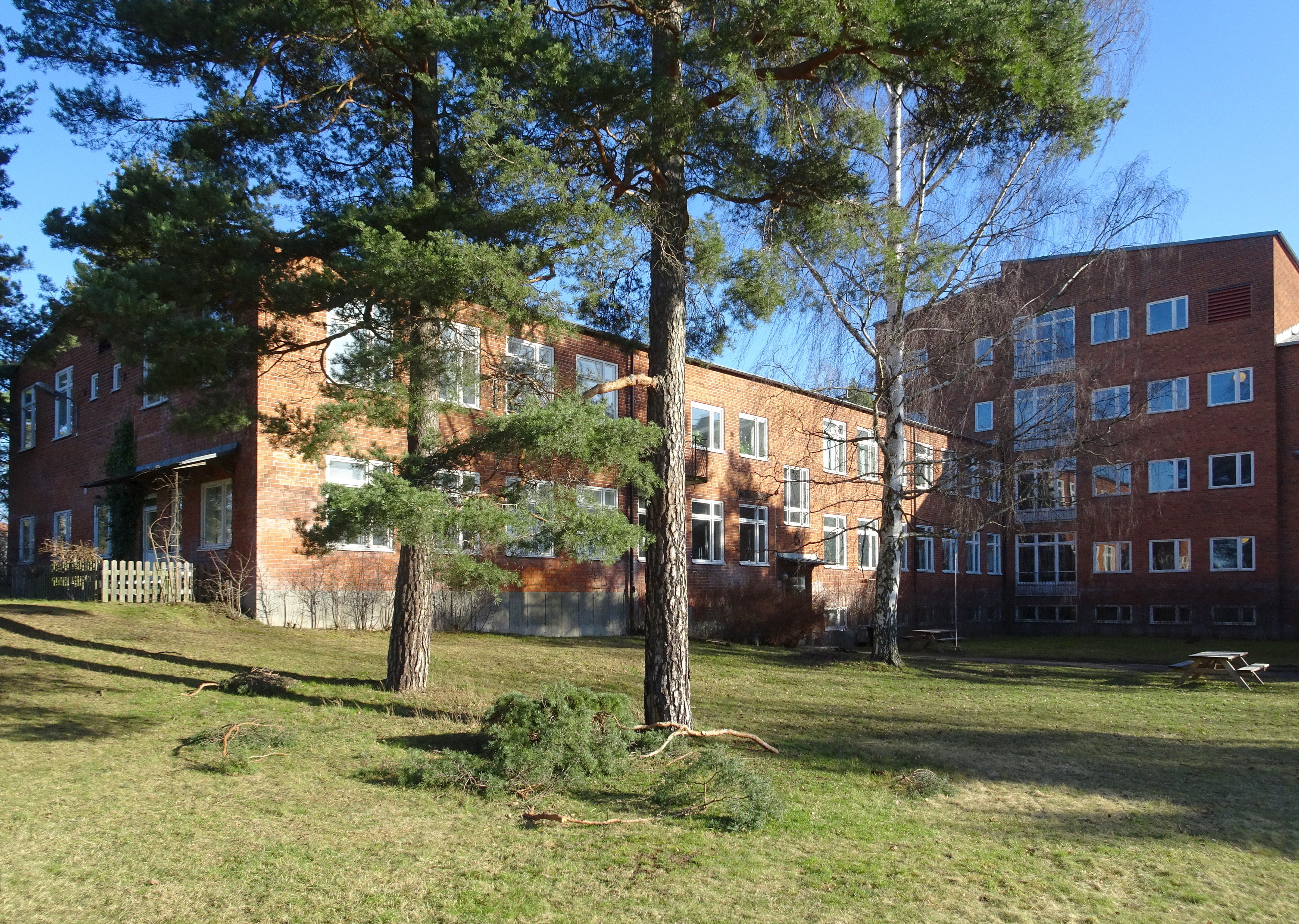
Bandhagens gymnasium
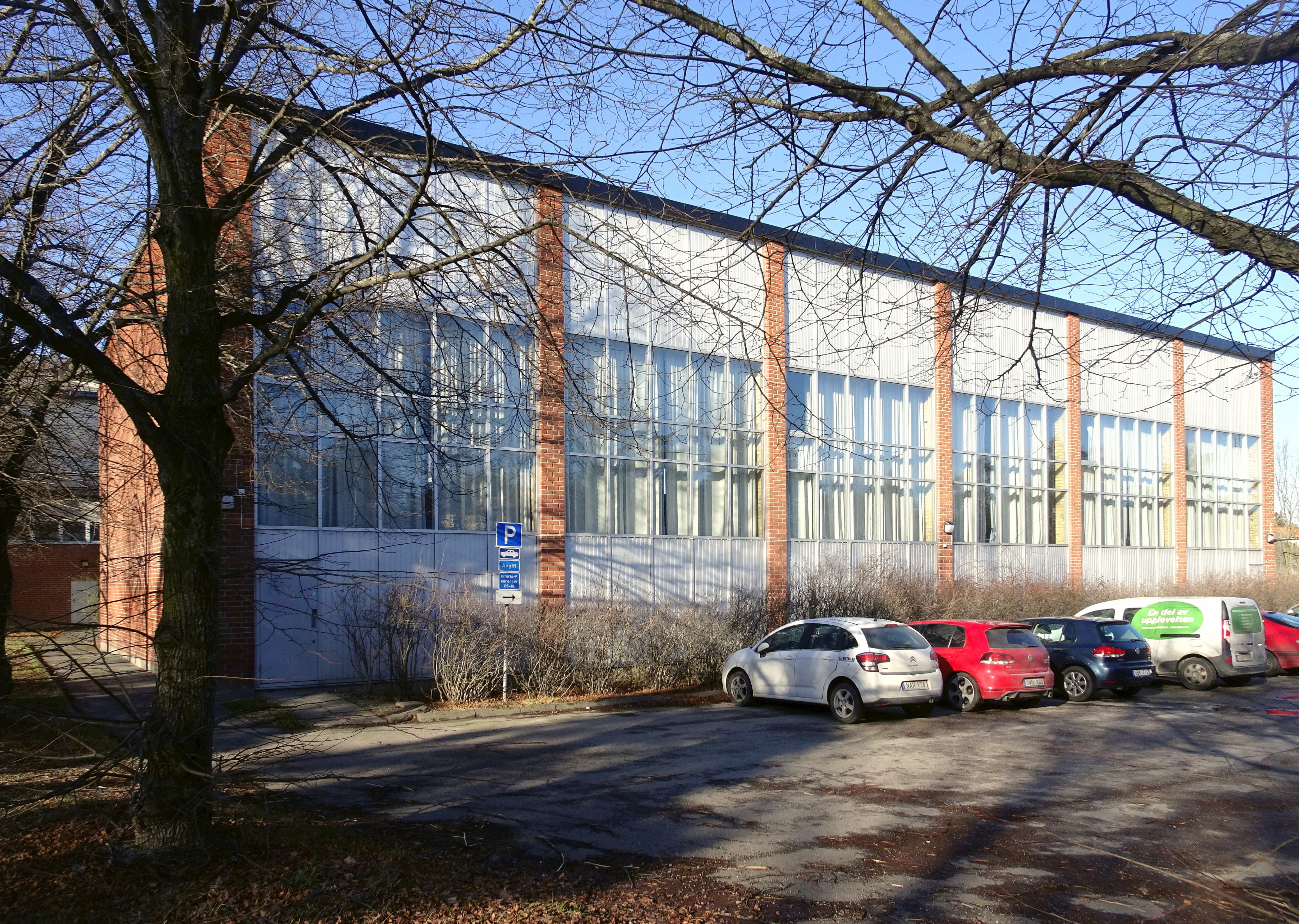
Bandhagshallen